# Geniostoma clavatum
Geniostoma clavatum là một loài thực vật có hoa trong họ Mã tiền. Loài này được J.W.Moore mô tả khoa học đầu tiên năm 1933.